# Archäologisches Museum Gunzenhausen

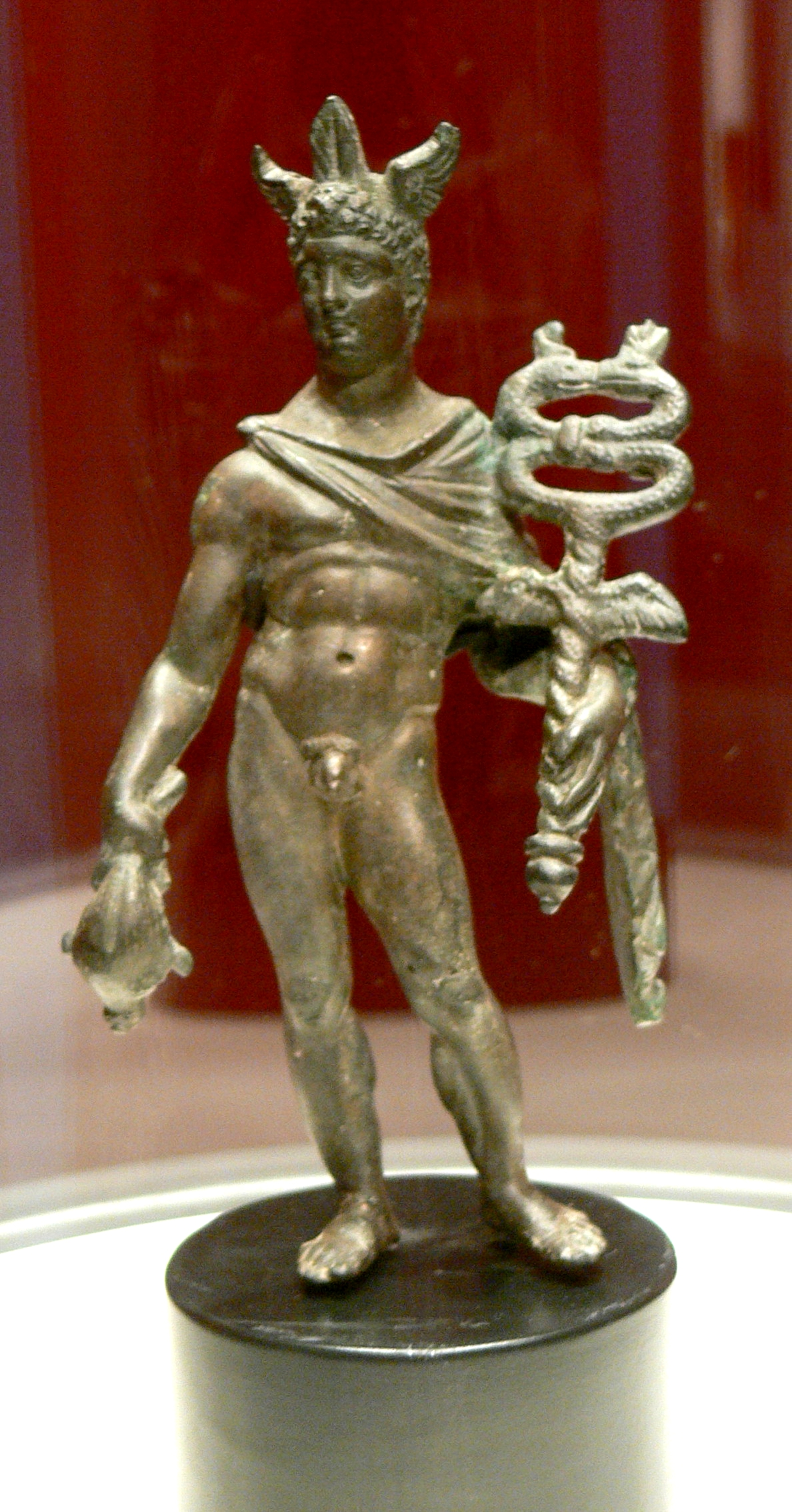
Statue des Gottes Merkur, gefunden bei Gundelshalm

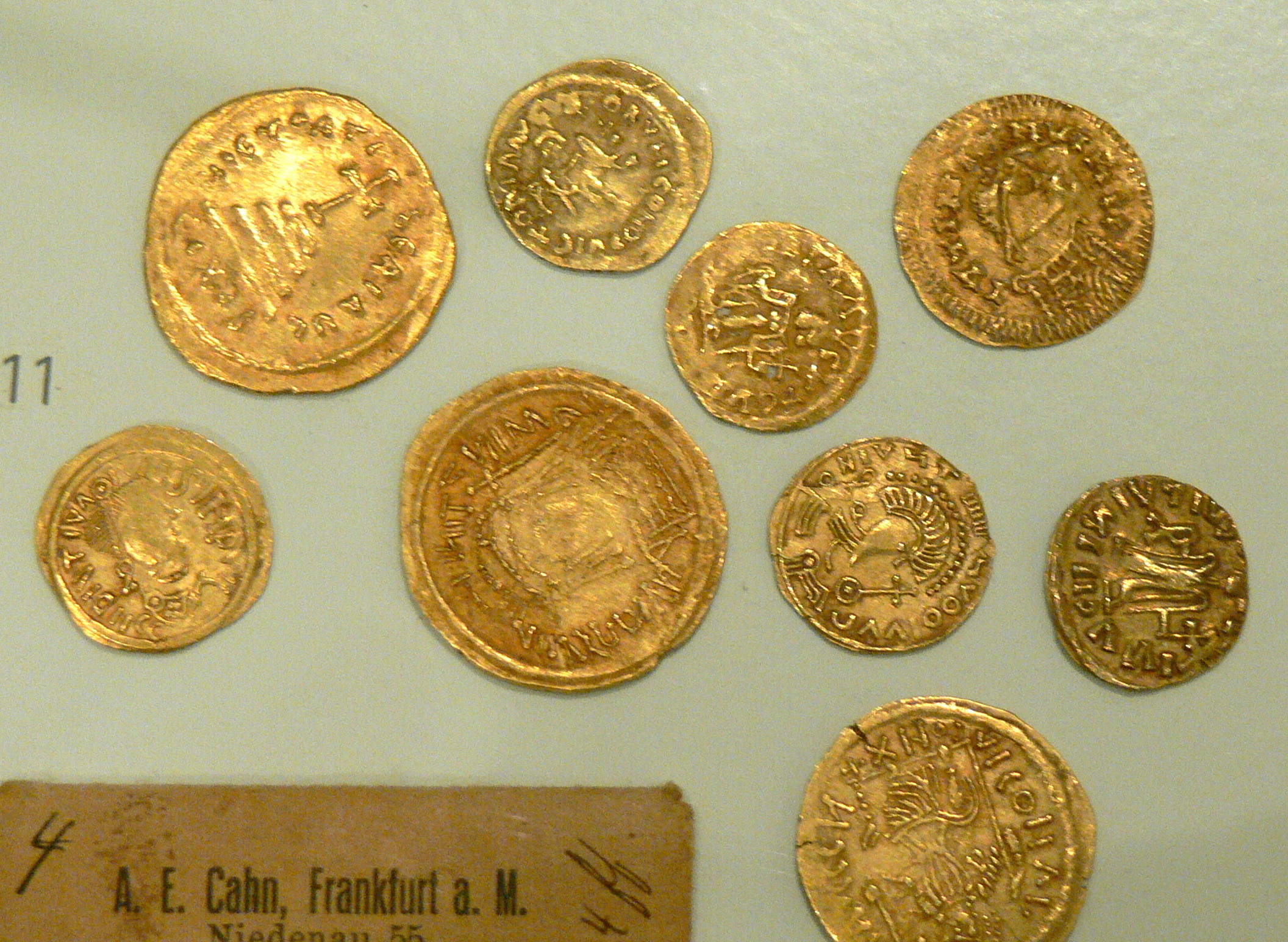
Fränkische Goldmünzen

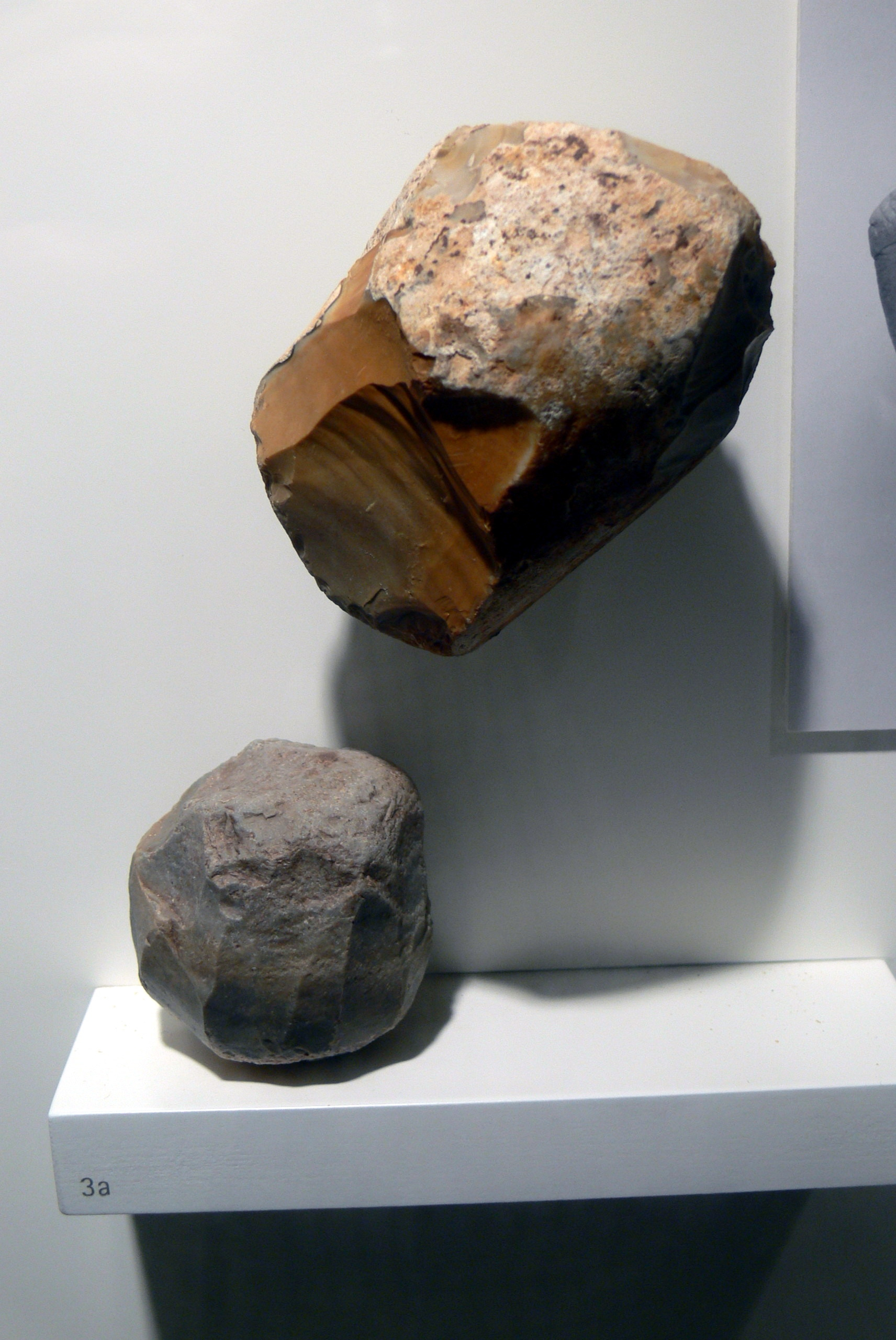
Schlagstein mit Nukleus aus dem Mesolithikum

Das Archäologische Museum, auch als Museum für Vor- und Frühgeschichte Gunzenhausen bekannt, ist ein archäologisches Museum in der mittelfränkischen Stadt Gunzenhausen im Landkreis Weißenburg-Gunzenhausen. Der Schwerpunkt des Museums, das sich in der Brunnenstraße 1 befindet, liegt auf der Darstellung der Geschichte der Region von der Jungsteinzeit bis in das Frühmittelalter. Herausragende Objekte der Ausstellung sind Grabbeigaben aus dem Gräberfeld von Westheim, sowie römische, hallstattzeitliche und latènezeitliche Funde. In Gunzenhausen befinden sich ferner das Fossilien- und Steindruckmuseum sowie das Stadtmuseum.

## Geschichte
Das Museum geht auf die archäologischen Arbeiten von Obermedizinalrat Heinrich Eidam zurück, der von 1878 bis 1934 eine umfangreiche Sammlung vor- und frühgeschichtlicher Objekte zusammentrug. Ab 1906 wurde die Sammlung in einem städtischen Wohnhaus ausgestellt. 1921 wechselte sie in das neu geschaffene Heimatmuseum in der ehemaligen Schranne und 1938 in das sogenannte Palais Heydenab bzw. Feldmeier-Haus. Nach der Neukonzeption des Museums 1984 lagerte die Sammlung bis 1998 im Magazin, da sie aus Platzgründen nicht angemessen gezeigt werden konnte. 1984 wurde das Museum an den Fremdenverkehrsverein übertragen. Eine Spende des Lions-Club Gunzenhausen ermöglichte im Jahre 1998 die Eröffnung des von Werner Mühlhäußer und Johann Schrenk konzipierten Museums für Vor- und Frühgeschichte im Faulstich-Haus am Blasturm.

## Aufbau
Die Ausstellungsräume sind über vier Etagen verteilt, die, ähnlich wie in einer archäologischen Schichtenfolge, unten die ältesten und oben die jüngsten Funde bergen. Dementsprechend werden, neben der Geschichte des Museums selbst, das Jungpaläolithikum und das Neolithikum im Erdgeschoss dargeboten. Im 1. Obergeschoss finden sich Artefakte aus der Epoche zwischen Bronzezeit und der Errichtung des Limes, im 2. Obergeschoss folgen römische und frühmittelalterliche Bodenfunde. Schließlich befindet sich im Dachgeschoss die Stadtmauer mit Wehrgang mit Übergang zum Blasturm. 